# LOVE (아라시의 음반)
《LOVE》(러브)는 아라시의 12번째 정규 음반이다.

## 개요
약 1년 만의 정규 음반이다. 초회 한정반과 통상반의 2형태로 발매되었다. 초회반에는 〈P･A･R･A･D･O･X〉의 비디오 클립을 수록한 DVD와 가사 포토 북클릿(60P)가 부속되어, 스페셜 "LOVE" BOX 사양이 된다. 초회반과 통상반의 자켓 디자인은 다르다.

## 수록곡

### CD
1. 愛を歌おう / 사랑을 노래하자
작사: SQUAREF, mfmsiQ, John World / Rap 작사: 사쿠라이 쇼 / 작곡: Benny Jansson / 편곡: 사사키 히로후미
2. サヨナラのあとで / 안녕 후에
작사: R.P.P. / 작곡: MiNE, Atsushi Shimada, Fredrilk Samsson / 편곡: 요시오카 타쿠
3. CONFUSION
작사: Shigeo, Macoto56 / 작곡: Joe Killington, Katerina Bramley, Tim Worithington, Michael Conn / 편곡: 이시즈카 토모키
4. Hit the floor
작사: alleztune / 작곡: 카와구치 신, BERT, ROLF / 편곡: 이시즈카 토모키
오노 사토시의 솔로곡.
5. P･A･R･A･D･O･X
작사: AKIRA, H&Co., SQUAREF, s-Tnk / Rap 작사: 사쿠라이 쇼 / 작곡: James Bird, Olly Goodman, Michael Duke, Emma Rohan / 편곡: A.K.Janeway, 요시오카 타쿠, James Bird, Olly Goodman, Michael Duke, Emma Rohan
6. sugar and salt
작사: 100+ / Rap 작사: 사쿠라이 쇼 / 작곡·편곡: 인시스트
사쿠라이 쇼의 솔로곡.
7. Breathless
작사: HYDRANT / 작곡: Takuya Harada, Christofer Erixon, Joakim Björnberg / 편곡: 사사키 히로후미
8. 20825日目の曲 / 20825일째의 곡
작사·작곡: 니노미야 카즈나리 / 편곡: ha-j, 니노미야 카즈나리
니노미야 카즈나리의 솔로곡.
9. Rock Tonight
작사·작곡: 100+ / 편곡: BJ Khan
10. Endless Game
작사: 100+ / 작곡: Chris Janey, Dyce Taylor / 편곡: 2H, Chris Janey
11. Calling
작사: s-Tnk, eltvo / 작곡: Andreas Johansson, youwhich / 편곡: 이시즈카 토모키
12. 夜空への手紙 / 밤하늘에의 편지
작사: 아베 유야 / 작곡: 니혼진 / 편곡: BIGSHOOTER BOYS
아이바 마사키의 솔로곡.
13. Dance in the dark
작사: HYDRANT / 작곡: Takuya Harada, SkyLine, Christofer Erixon / 편곡: Pieni tonttu
마츠모토 준의 솔로곡.
14. Starlight kiss
작사: AKIRA, s-Tnk / Rap 작사: 사쿠라이 쇼 / 작곡: Fredrik “Figge” Bostrom, 카와구치 신 / 편곡: 카와구치 신
15. FUNKY
작사: mfmsiQ, s-Tnk / 작곡: BJ Khan, Takuya Harada, Joakim Bjornberg, Christofer Erixon / 편곡: BJ Khan
16. Tears
작사: 오가와 타카시, SQUAREF / 작곡: 카토 유스케 / 편곡: BJ Khan

### DVD
1. P･A･R･A･D･O･X (비디오 클립)